# Brian Idowu
Brian Oladapo Idowu (ros.: Брайн Оладапо Идову, Brajn Oładapo Idowu; ur. 18 maja 1992 w Petersburgu) – rosyjsko-nigeryjski piłkarz grający na pozycji obrońcy w rosyjskim klubie FK Chimki, do którego jest wypożyczony z Lokomotiwu Moskwa oraz reprezentacji Nigerii.

## Kariera klubowa

### Młodość i Zenit Petersburg
Idowu urodził się 18 maja 1992 w Petersburgu, gdzie poznali się i mieszkali jego rodzice. Ojciec piłkarza Aidi, jest architektem, który z pochodzenia jest Nigeryjczykiem z ludu Joruba, a matka Mabel, lekarką, z pochodzenia połowie w Rosjanką i w połowie Nigeryjką. Jego dziadek od strony matki, Goodwin, Nigeryjczyk z ludu Ibo, przybył do ZSRR w 1961, celem studiowania w Pierwszym Moskiewskim Państwowym Uniwersytecie Medycznym im. I.M. Sieczenowa. Całe swoje młodzieńcze lata spędził w Drugiej Stolicy, z wyjątkiem trzyletniego okresu, między trzecim a szóstym rokiem życia, podczas którego mieszkał z rodzicami w nigeryjskim mieście Owerri. 
Jest wychowankiem petersburskiego Zenitu. Podczas swoich juniorskich lat grał dla zespołów młodzieżowych Zenitu jak i klubu satelickiego Smieny. Pomimo tego, że był wyróżniającym się zawodnikiem zespołów młodzieżowych, nigdy nie grał w barwach tego klubu podczas seniorskiej kariery. Powodem był jego kolor skóry, ponieważ pseudokibice Zenitu są znani ze swoich restrykcyjnych poglądów na tle rasowym oraz orientacji seksualnej.

### Amkar Perm

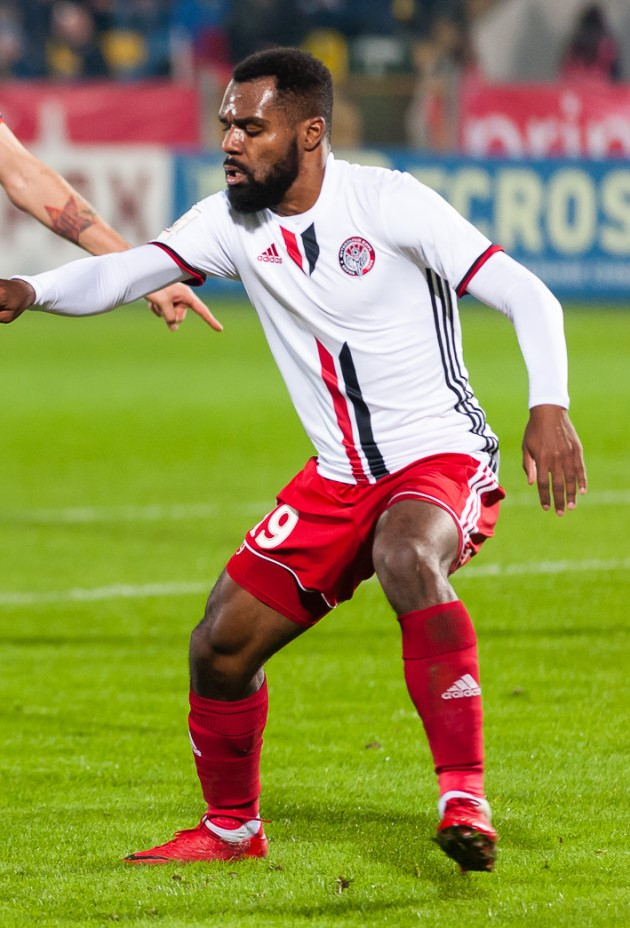
Idowu w meczu Amkar - FK Rostow, listopad 2017

Po osiągnięciu pełnoletniości, 1 września 2010, podpisał swój pierwszy zawodowy kontrakt z grającym w rosyjskiej Priemjer-Lidze Amkarem Perm. Przez dwa lata występował w drugiej drużynie tego zespołu. Swój ligowy debiut dla pierwszej drużyny zaliczył 6 maja 2012, w wyjazdowym meczu 43. kolejki z Terekiem Grozny. Amkar przegrał ten mecz 3:1.

#### Wypożyczenie do Dinama Petersburg
W ramach wypożyczenia, w sezonie 2013/2014 powrócił do Petersburga, jednak nie do Zenitu, a do lokalnego rywala, grającego wtedy w Rosyjskiej Pierwszej Dywizji klubu Dinamo Petersburg. W nowej drużynie zadebiutował 7 sierpnia 2013, zmieniając w 71. minucie Stanisława Matiasza podczas wyjazdowego meczu 7. kolejki z Gazovikiem Orenburg. Dinamo przegrało ten mecz 2:1. Łącznie w barwach Dinama rozegrał 26 spotkań (25 ligowych i 1 pucharowe), zdobywając jedną bramkę.
Po powrocie z wypożyczenia 30 czerwca 2014, Idowu podpisał nowy 3-letni kontrakt z Amkarem. Kolejny raz, przedłużył swój kontrakt 10 lutego 2017 do lata 2020. 13 czerwca 2018 z powodu niewypłacalności finansowej Amkar nie dostał licencji Rosyjskiego Związku Piłki Nożnej na sezon 2018/2019 na grę w Priemjer-Lidze jak i Rosyjskiej Pierwszej Dywizji. 18 czerwca 2018 prezes klubu Giennadij Sziłow ogłosił, że klub nie złożył podania na otrzymanie licencji na grę w Rosyjskiej Drugiej Dywizji i zostanie rozwiązany, dlatego Idowu został wolnym zawodnikiem.

### Lokomotiw Moskwa

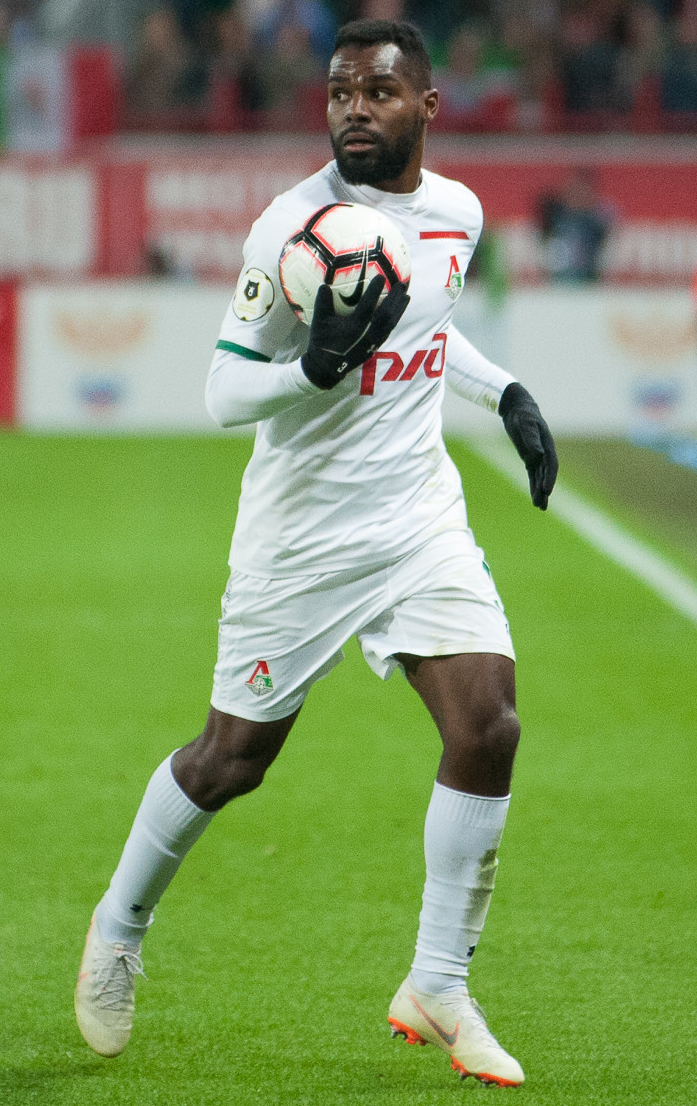
Idowu w meczu Lokomotiw - Achmat Grozny, wrzesień 2018

10 lipca 2018 podpisał 3-letni kontrakt z mistrzem Rosji, Lokomotiwem Moskwa. W stołecznym klubie zadebiutował 23 września 2018, w wyjazdowym, przegranym 5:3 meczu 8. kolejki z Zenitem Petersburg. W sezonie 2018/2019 zdołał wywalczyć z Kolejarzami Puchar Rosji 2018/2019 oraz wicemistrzostwo kraju. W następnym sezonie udało mu się zdobyć Superpuchar Rosji 2019 oraz kolejne wicemistrzostwo kraju. W moskiewskim klubie pełnił głównie rolę zmiennika. 

### Wypożyczenie do FK Chimki
7 sierpnia 2020 został wypożyczony na okres jednego sezonu, do beniaminka Priemjer-Ligi, FK Chimki. Już dzień po wypożyczeniu, 8 sierpnia 2020, wybiegł na boisko w pierwszym składzie, w domowym, przegranym 0:2 meczu 1. kolejki z CSKA Moskwa. 

## Kariera reprezentacyjna

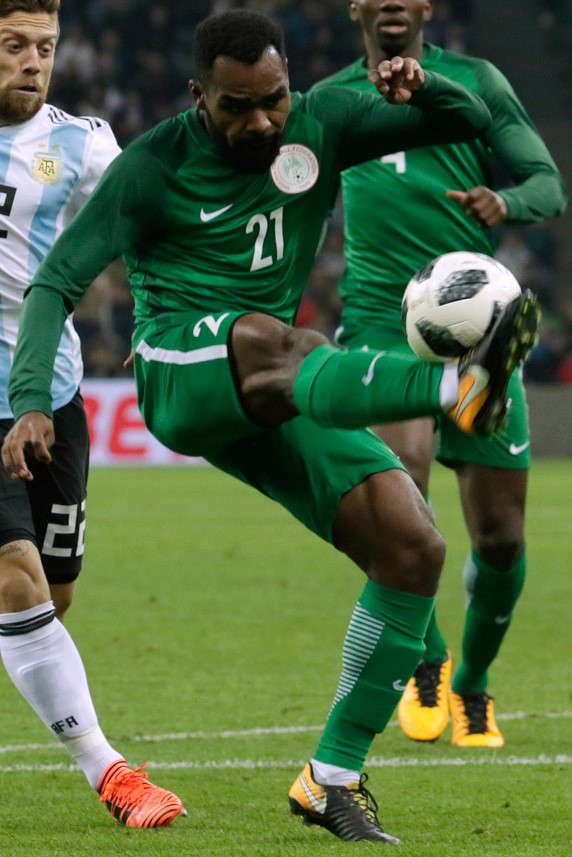
Brian Idowu podczas meczu z Argentyną, listopad 2017

Urodzony w Petersburgu Idowu, mógł reprezentować zarówno Rosję jak i Nigerię. Gdy w 2010 roku ogłoszono, iż gospodarzem Mundialu 2018 zostanie Rosja, Idowu bardzo liczył na to, że w przyszłości będzie mógł reprezentować Sborną na tym turnieju. Grający coraz lepiej Idowu, nie dostawał powołania z Rosyjskiego Związku Piłki Nożnej, za to wzbudził zainteresowanie nigeryjskiego selekcjonera Gernota Rohra. Idowu nie mógł pojechać na zgrupowanie, ponieważ nie posiadał wtedy nigeryjskiego paszportu. Trenujący wtedy Amkar Gadży Gadżyjew stwierdził, że zainteresowanie to nie przypadek, a poprzez jeszcze cięższą pracę być może dostanie szansę od rosyjskiego selekcjonera. Coraz lepiej grający piłkarz wciąż nie otrzymywał powołań do rosyjskiej kadry, dlatego Rohr postanowił skorzystać z okazji i namówić Idowu na reprezentowanie Nigerii.
W listopadzie 2017, Idowu został powołany do reprezentacji Nigerii na mecz towarzyski z Argentyną w Krasnodarze, który został rozegrany 14 listopada 2017. Obrońca, mówiący perfekcyjnie po angielsku i rosyjsku, na konferencjach prasowych przed meczem występował nie tylko jako piłkarz, ale również jako tłumacz. Zadebiutował w tym meczu, zmieniając w przerwie Ola Ainę i strzelając trzeciego gola w wygranym 4-2 spotkaniu. Jego drugi mecz w kadrze, rozegrany 23 marca 2018 we Wrocławiu z Polską, był pierwszym, który rozpoczął w podstawowym składzie oraz pierwszym w którym zagrał całe spotkanie. Mecz ten zakończył się zwycięstwem Nigerii 1:0.
W maju 2018 został powołany do szerokiego 30-osobowego składu Nigerii na Mistrzostwa Świata 2018 w Rosji. 3 czerwca znalazł się w ostatecznym 23-osobowym składzie.
Na Mistrzostwach Świata Nigeria trafiła do grupy D, a Idowu rozegrał 3 pełne mecze: przegrany 2:0 z Chorwacją, wygrany 2:0 z Islandią oraz przegrany 1:2, po ciężkiej walce, z Argentyną.

## Statystyki kariery
Wszystkie statystyki aktualne na dzień 13 sierpnia 2020.

### Klubowa
| Klub                     | Sezon              | Liga               | Liga  | Liga | Puchar kraju | Puchar kraju | Inne  | Inne | Puchary kontynentalne | Puchary kontynentalne | Łącznie | Łącznie |
| Klub                     | Sezon              | Nazwa              | Mecze | Gole | Mecze        | Gole         | Mecze | Gole | Mecze                 | Gole                  | Mecze   | Gole    |
| ------------------------ | ------------------ | ------------------ | ----- | ---- | ------------ | ------------ | ----- | ---- | --------------------- | --------------------- | ------- | ------- |
| Amkar Perm               | 2010               | Priemjer-Liga      | 0     | 0    | 0            | 0            | –     | –    | –                     | –                     | 0       | 0       |
| Amkar Perm               | 2011/2012          | Priemjer-Liga      | 1     | 0    | 0            | 0            | –     | –    | –                     | –                     | 1       | 0       |
| Amkar Perm               | 2012/2013          | Priemjer-Liga      | 0     | 0    | 1            | 0            | –     | –    | –                     | –                     | 1       | 0       |
| Amkar Perm               | 2013/2014          | Priemjer-Liga      | 0     | 0    | 0            | 0            | –     | –    | –                     | –                     | 0       | 0       |
| Dinamo Petersburg (wyp.) | 2013/2014          | Pierwyj diwizion   | 25    | 1    | 1            | 0            | –     | –    | –                     | –                     | 26      | 1       |
| Amkar Perm               | 2014/2015          | Priemjer-Liga      | 11    | 0    | 1            | 0            | –     | –    | –                     | –                     | 12      | 0       |
| Amkar Perm               | 2015/2016          | Priemjer-Liga      | 22    | 0    | 3            | 1            | –     | –    | –                     | –                     | 25      | 1       |
| Amkar Perm               | 2016/2017          | Priemjer-Liga      | 26    | 1    | 2            | 0            | –     | –    | –                     | –                     | 28      | 1       |
| Amkar Perm               | 2017/2018          | Priemjer-Liga      | 27    | 0    | 3            | 1            | 2     | 0    | –                     | –                     | 32      | 1       |
| Amkar Perm               | Łącznie            | Łącznie            | 87    | 1    | 10           | 2            | 2     | 0    | –                     | –                     | 99      | 3       |
| Lokomotiw Moskwa         | 2018/2019          | Priemjer-Liga      | 13    | 0    | 3            | 0            | 1     | 0    | 3                     | 0                     | 20      | 0       |
| Lokomotiw Moskwa         | 2019/2020          | Priemjer-Liga      | 12    | 0    | 1            | 0            | 1     | 0    | 4                     | 0                     | 13      | 0       |
| Lokomotiw Moskwa         | 2020/2021          | Priemjer-Liga      | 0     | 0    | 0            | 0            | 0     | 0    | 0                     | 0                     | 0       | 0       |
| Lokomotiw Moskwa         | Łącznie            | Łącznie            | 25    | 0    | 4            | 0            | 2     | 0    | 7                     | 0                     | 38      | 0       |
| FK Chimki (wyp.)         | 2020/2021          | Priemjer-Liga      | 17    | 2    | 1            | 0            | –     | –    | –                     | –                     | 18      | 2       |
| Łącznie w karierze       | Łącznie w karierze | Łącznie w karierze | 154   | 4    | 16           | 2            | 4     | 0    | 7                     | 0                     | 181     | 6       |

### Reprezentacyjna
| Reprezentacja | Rok     | Mecze | Bramki |
| ------------- | ------- | ----- | ------ |
| Nigeria       |         |       |        |
| 2017          | 1       | 1     |        |
| 2018          | 9       | 0     |        |
| 2019          | 0       | 0     |        |
| Ogólnie       | Ogólnie | 10    | 1      |

| Lp. | Data              | Przeciwnik | Wynik | Gole | Asysty | Minuty | Rozgrywki           | Źródło |
| --- | ----------------- | ---------- | ----- | ---- | ------ | ------ | ------------------- | ------ |
| 1.  | 14 listopada 2017 | Argentyna  | 4:2   | 1    | —      | 45'    | towarzyskie         | [ 35 ] |
| 2.  | 23 marca 2018     | Polska     | 1:0   | —    | —      | 90'    | towarzyskie         | [ 29 ] |
| 3.  | 27 marca 2018     | Serbia     | 0:2   | —    | —      | 85'    | towarzyskie         | [ 36 ] |
| 4.  | 2 czerwca 2018    | Anglia     | 1:2   | —    | —      | 90'    | towarzyskie         | [ 37 ] |
| 5.  | 6 czerwca 2018    | Czechy     | 0:1   | —    | —      | 69'    | towarzyskie         | [ 38 ] |
| 6.  | 16 czerwca 2018   | Chorwacja  | 0:2   | —    | —      | 90'    | MŚ 2018, gr. D      | [ 32 ] |
| 7.  | 22 czerwca 2018   | Islandia   | 2:0   | —    | —      | 45'    | MŚ 2018, gr. D      | [ 33 ] |
| 8.  | 26 czerwca 2018   | Argentyna  | 1:2   | —    | —      | 90'    | MŚ 2018, gr. D      | [ 34 ] |
| 9.  | 8 września 2018   | Seszele    | 3:0   | —    | —      | 90'    | el. PNA 2019, gr. E | [ 39 ] |
| 10. | 20 listopada 2018 | Uganda     | 0:0   | —    | —      | 90'    | towarzyskie         |        |

### Bramki zdobyte w reprezentacji
| Lp. | Data              | Stadion                                | Przeciwnik | Strzelił na | Wynik | Rozgrywki   | Źródło |
| --- | ----------------- | -------------------------------------- | ---------- | ----------- | ----- | ----------- | ------ |
| 1.  | 14 listopada 2017 | Stadion FK Krasnodar, Krasnodar, Rosja | Argentyna  | 2:3         | 2:4   | Towarzyskie | [ 35 ] |

## Sukcesy

### Lokomotiw Moskwa
- Wicemistrz Rosji: 2018/2019, 2019/2020
- Zdobywca Pucharu Rosji: 2018/2019[21]
- Finalista Superpucharu Rosji: 2018, 2020
- Zdobywca Superpucharu Rosji: 2019[22]